# Rivedoux-Plage
Rivedoux-Plage est une commune du sud-ouest de la France, située sur l'île de Ré, dans le département de la Charente-Maritime (région Nouvelle-Aquitaine).
Ses habitants sont appelés les Rivedousais et les Rivedousaises.

## Géographie

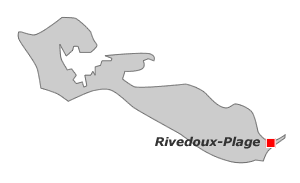
Situation de Rivedoux-Plage sur l'île de Ré.

Petite ville et petit port sur la côte à l'extrémité est de l'île de Ré, bordé par le pertuis Breton et le pertuis d'Antioche, face à La Rochelle.
- Première ville en arrivant sur l'île de Ré (à la sortie du pont venant du continent).
- Grande baie et plage de sable au nord, face aux côtes de Vendée.
- Grande plage de sable au sud-est, face à La Rochelle et à l'île d'Aix.
- Banches, petites falaises et trace d'anciennes écluses à poissons à la pointe de Chauveau au sud.

## Urbanisme

### Typologie
Au 1er janvier 2024, Rivedoux-Plage est catégorisée bourg rural, selon la nouvelle grille communale de densité à 7 niveaux définie par l'Insee en 2022.
Elle appartient à l'unité urbaine de Rivedoux-Plage, une unité urbaine monocommunale constituant une ville isolée,. Par ailleurs la commune fait partie de l'aire d'attraction de La Rochelle, dont elle est une commune de la couronne,. Cette aire, qui regroupe 72 communes, est catégorisée dans les aires de 200 000 à moins de 700 000 habitants,.
La commune, bordée par l'océan Atlantique, est également une commune littorale au sens de la loi du 3 janvier 1986, dite loi littoral. Des dispositions spécifiques d’urbanisme s’y appliquent dès lors afin de préserver les espaces naturels, les sites, les paysages et l’équilibre écologique du littoral, tel le principe d'inconstructibilité, en dehors des espaces urbanisés, sur la bande littorale des 100 mètres, ou plus si le plan local d’urbanisme le prévoit.

### Occupation des sols
L'occupation des sols de la commune, telle qu'elle ressort de la base de données européenne d’occupation biophysique des sols Corine Land Cover (CLC), est marquée par l'importance des territoires artificialisés (41,5 % en 2018), en augmentation par rapport à 1990 (37,7 %). La répartition détaillée en 2018 est la suivante : 
zones urbanisées (41,5 %), forêts (25,6 %), cultures permanentes (17,3 %), prairies (11,6 %), espaces ouverts, sans ou avec peu de végétation (3,3 %), zones humides côtières (0,8 %). L'évolution de l’occupation des sols de la commune et de ses infrastructures peut être observée sur les différentes représentations cartographiques du territoire : la carte de Cassini (XVIIIe siècle), la carte d'état-major (1820-1866) et les cartes ou photos aériennes de l'IGN pour la période actuelle (1950 à aujourd'hui).

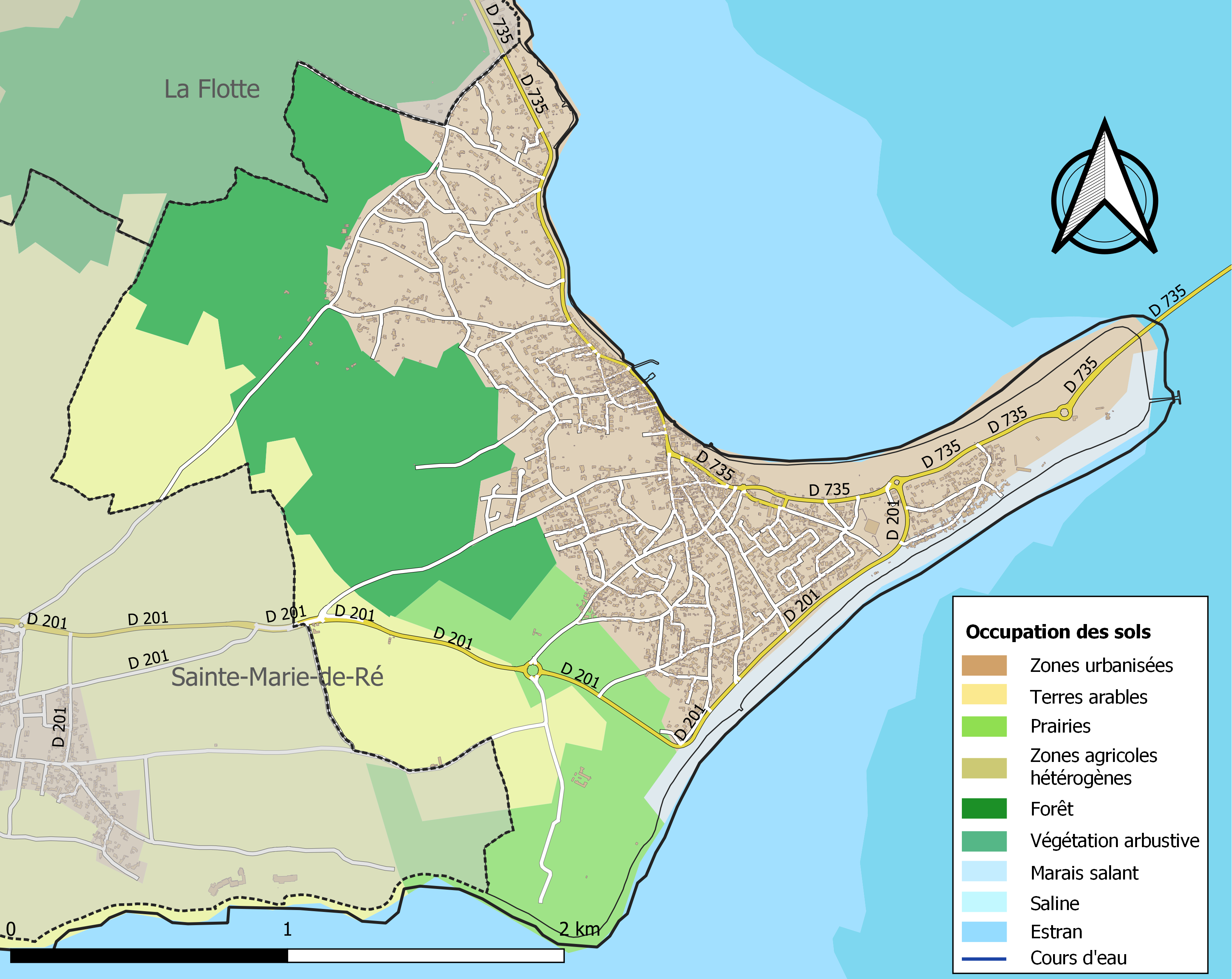
Carte des infrastructures et de l'occupation des sols de la commune en 2018 (CLC).

### Risques majeurs
Le territoire de la commune de Rivedoux-Plage est vulnérable à différents aléas naturels : météorologiques (tempête, orage, neige, grand froid, canicule ou sécheresse), inondations, feux de forêts et séisme (sismicité modérée). Il est également exposé à un risque technologique, le transport de matières dangereuses. Un site publié par le BRGM permet d'évaluer simplement et rapidement les risques d'un bien localisé soit par son adresse soit par le numéro de sa parcelle.

#### Risques naturels
La commune fait partie du territoire à risques importants d'inondation (TRI) de La Rochelle-Île de Ré, regroupant 21 communes concernées par un risque de submersion marine de la zone côtière, un des 21 TRI qui ont été arrêtés fin 2012 sur le bassin Loire-Bretagne et confirmé en 2018 lors du second cycle de la Directive inondation. Les submersions marines les plus marquantes des XXe et XXIe siècles antérieures à 2019 sont celles liées à la tempête du 9 février 1924, à la tempête du 15 février 1957, aux tempêtes Lothar et Martin des 26 et 27 décembre 1999 et à la tempête Xynthia des 27 et 28 février 2010. Cette tempête a eu pour conséquence l’instauration de zones de solidarité, où les parcelles considérées comme trop dangereuses pour y maintenir des maisons pouvaient à terme être expropriées (Loix, La Flotte, Nieul-sur-Mer, La Rochelle,…). Des cartes des surfaces inondables ont été établies pour trois scénarios : fréquent (crue de temps de retour de 10 ans à 30 ans), moyen (temps de retour de 100 ans à 300 ans) et extrême (temps de retour de l'ordre de 1 000 ans, qui met en défaut tout système de protection),. La commune a été reconnue en état de catastrophe naturelle au titre des dommages causés par les inondations et coulées de boue survenues en 1982, 1999 et 2010,.
Rivedoux-Plage est exposée au risque de feu de forêt, un massif classé à risque dans le plan départemental de protection des forêts contre les incendies (PDPFCI), élaboré pour la période 2017-2026 et qui fait suite à un plan 2007-2016. Les mesures individuelles de prévention contre les incendies sont précisées par divers arrêtés préfectoraux et s’appliquent dans les zones exposées aux incendies de forêt et à moins de 200 mètres de celles-ci. L’article L.131-1 du code forestier et l’arrêté du 2 décembre 2020 règlementent l'emploi du feu en interdisant notamment d’apporter du feu, de fumer et de jeter des mégots de cigarette dans les espaces sensibles et sur les voies qui les traversent sous peine de sanctions. Un autre arrêté du 2 décembre 2020 rend le débroussaillement obligatoire, incombant au propriétaire ou ayant droit,,,.
Par ailleurs, afin de mieux appréhender le risque d’affaissement de terrain, l'inventaire national des cavités souterraines permet de localiser celles situées sur la commune.
Concernant les mouvements de terrains, la commune a été reconnue en état de catastrophe naturelle au titre des dommages causés par des mouvements de terrain en 1999 et 2010.

#### Risques technologiques
Le risque de transport de matières dangereuses sur la commune est lié à sa traversée par une ou des infrastructures routières ou ferroviaires importantes ou la présence d'une canalisation de transport d'hydrocarbures. Un accident se produisant sur de telles infrastructures est susceptible d’avoir des effets graves sur les biens, les personnes ou l'environnement, selon la nature du matériau transporté. Des dispositions d’urbanisme peuvent être préconisées en conséquence.

## Économie
Activités principales :
- agriculture : pommes de terre, asperges, vigne ;
- ostréiculture, nautisme, pêche ;
- tourisme (hébergement : deux hôtels, deux campings, chambres d'hôtes, locations saisonnières).

## Histoire
- Rivedoux est érigée en seigneurie le 15 janvier 1480[22], avec le consentement de l'abbé commendataire de l'abbaye de Notre-Dame-de-Sainte-Marie-des-Châteliers, par Louis de La Trémoille en faveur de messire Jean 1er Arnaud, écuyer.
- Jean-Pierre Arnaud-Bruneau (fils du précédent) obtint le 12 septembre 1562 du seigneur de l'île de Ré, (Louis, chevalier et conseiller du roi) le droit d'avoir un port dans sa seigneurie, port créé l'année suivante.
- En 1593 Jean Arnaud-Bruneau, écuyer (fils du précédent), fit construire autour de son manoir les premières maisons de Rivedoux ainsi qu'un four banal.
- Il obtint, en 1595, d'ajouter à son domaine toute la pointe de Sablanceaux.
- Le 22 juillet 1627, le duc de Buckingham, à la tête de la flotte anglaise, débarque à la pointe de Sablanceaux (là où le pont arrive actuellement) et sur la baie nord de Rivedoux, le marquis de Thoiras lui fait face.
- Vauban fait construire la redoute de Rivedoux en 1674.
- Grâce au baron Vast-Vimeux député de l'arrondissement de La Rochelle, en 1845, l'administration fait construire une jetée et un embarcadère pour le développement du commerce et de la navigation.
- 7967 passagers embarquent ou débarquent sur le port de Rivedoux en 1860, la population est alors de 374 habitants pour 92 maisons et 100 ménages[23].
- La baie nord de Rivedoux-Plage est à l'origine de l'ostréiculture moderne au XIXe siècle par l'intervention de messieurs : Tayeau, commissaire de l'inscription maritime à Saint-Martin-de-Ré, Borie, inspecteur général des pêches, Le docteur Kemmerer, par ses travaux scientifiques, Coste, membre de l'institut ; des chercheurs de toute l'Europe viennent étudier ces méthodes d'élevage[23].
- Commune la plus récente de l'île de Ré ; petit bourg de la commune de Sainte-Marie-de-Ré, Rivedoux-Plage devient commune le 11 mars 1928.
- 1961, certaines scènes du film Le Jour le plus long furent tournées sur la plage sud où quelques blockhaus subsistaient à l'époque.
- Le 19 mai 1988 fin du passage, depuis le continent, par bac, le pont de l'île de Ré est ouvert à la circulation.
- Dans la nuit du 27 au 28 février 2010, Rivedoux a connu la tempête Xynthia qui a fait de nombreux dégâts mais aucun mort dans le village.
- Les 27 et 28 avril 2013, pour fêter les 85 ans de la naissance du village, la commune s'offre une rose la "Rivedoux-Plage", créée par des horticulteurs pour l’événement.

## Politique et administration

### Liste des maires

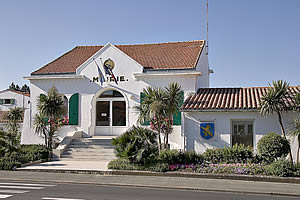
La mairie de Rivedoux-Plage.

| Période | Période  | Identité         | Étiquette | Qualité                                          |
| ------- | -------- | ---------------- | --------- | ------------------------------------------------ |
| 1928    | 1965     | Théodore Porsain |           | 1er maire                                        |
| 1965    | 1977     | Robert Vergnaud  |           |                                                  |
| 1977    | 1983     | Roland Vergnaud  |           |                                                  |
| 1983    | 1989     | Marius Héraudeau |           |                                                  |
| 1989    | 2003     | Yves Chapon      |           |                                                  |
| 2003    | 2005     | André Prandi     |           |                                                  |
| 2005    | En cours | Patrice Raffarin | SE-DVC    | Professeur, conseiller départemental depuis 2021 |

### Politique environnementale
Dans son palmarès 2024, le Conseil national de villes et villages fleuris de France a attribué trois fleurs à la commune.

## Démographie

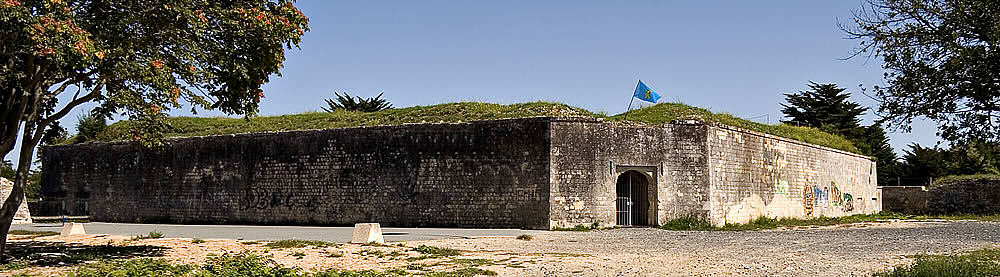
La redoute de Rivedoux (1674) Ce poste estant non seulement le plus exposé de toute l'isle, mais de tout le royaume… Vauban, 24 septembre 1685.

L'évolution du nombre d'habitants est connue à travers les recensements de la population effectués dans la commune depuis 1931. Pour les communes de moins de 10 000 habitants, une enquête de recensement portant sur toute la population est réalisée tous les cinq ans, les populations de référence des années intermédiaires étant quant à elles estimées par interpolation ou extrapolation. Pour la commune, le premier recensement exhaustif entrant dans le cadre du nouveau dispositif a été réalisé en 2007.

En 2022, la commune comptait 2 428 habitants, en évolution de +6,26 % par rapport à 2016 (Charente-Maritime : +4,04 %, France hors Mayotte : +2,11 %).
| 1931 | 1936 | 1946 | 1954 | 1962 | 1968 | 1975 | 1982 | 1990  |
| ---- | ---- | ---- | ---- | ---- | ---- | ---- | ---- | ----- |
| 484  | 488  | 483  | 530  | 573  | 635  | 737  | 900  | 1 163 |

| 1999  | 2006  | 2007  | 2012  | 2017  | 2022  | - | - | - |
| ----- | ----- | ----- | ----- | ----- | ----- | - | - | - |
| 1 754 | 2 197 | 2 260 | 2 282 | 2 280 | 2 428 | - | - | - |

## Culture locale et patrimoine

### Lieux et monuments

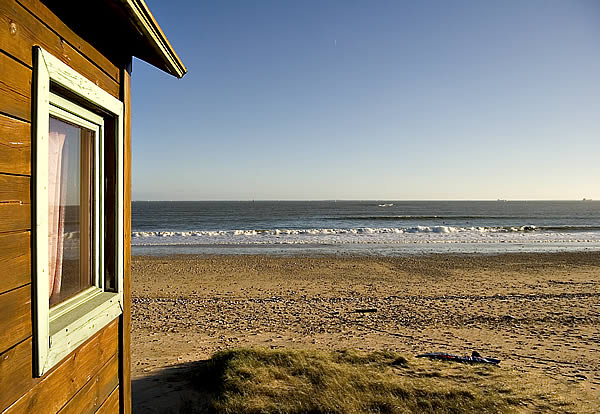
Poste de secours de la plage de Rivedoux.

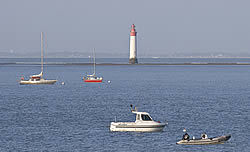
Le phare de Chauveau, à la pointe sud de l'île.

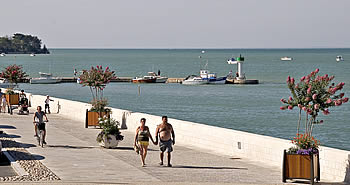
Le front de mer sur le port.

- Le pont de l'île de Ré, reliant l'île au continent du lieu-dit Sablanceaux à Rivedoux-Plage au lieu-dit la Repentie à La Pallice (quartier de La Rochelle).
- Le petit port de Rivedoux-Plage sur la côte nord.
- Le phare de Chauveau, à la pointe sud de l'île de Ré, accessible à pied à marée basse lors des grandes marées.
- La redoute de Rivedoux, fortification visitable construite par Vauban en 1674.
- La batterie de Sablanceaux, 1701, 1756, 1861, 1874, 1894 (pas de visite).
- La Maison du comte d'Hastrel et sa tour, restes du manoir de messire Jean Bruneau.
- Le moulin à marée, le plus important de ce type dans l'île, construit par monsieur Boulineau en 1845[23], il n'en reste qu'un bâtiment à étage en bord de mer (côte nord).
- Spots de surf et de windsurf côte sud : le Pas de la Fontaine et le poste de secours.
- Spot de kitesurf (autorisé) côte nord, au pied du pont.
- La plage nord, grande plage de sable formant la baie de Rivedoux : elle s'étend du pont de l'île de Ré jusqu'au port; c'est un platin de faible hauteur d'eau découvrant fortement à marée basse et abritant au large de nombreux parcs à huîtres.
- La plage sud s'étend du pont de l'île de Ré jusqu'à la pointe de Chauveau; équipée d'un poste de secours, d'une zone de baignade surveillée munie d'accès pour personnes à mobilité réduite, de fauteuils roulants spéciaux pour le sable et pour la baignade ainsi que d'un système de guidage sonore pour la baignade des personnes non voyantes. La commune est également pourvue à différents endroits de défibrillateurs automatiques.

### Galerie

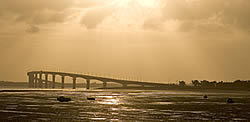
Le pont de l'île de Ré, vu de la baie de Rivedoux.
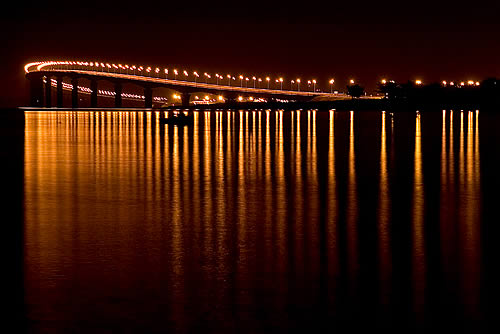
Le pont de l'île de Ré, vu de nuit, depuis la baie de Rivedoux.
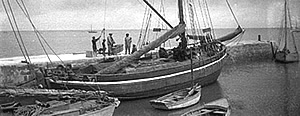
Le port vers 1930, un simple quai tout droit.
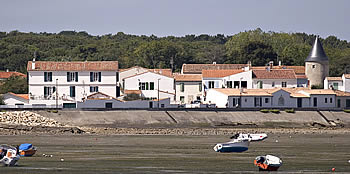
Le front de mer. À gauche le Moulin, à droite la tour d'Hastrel.
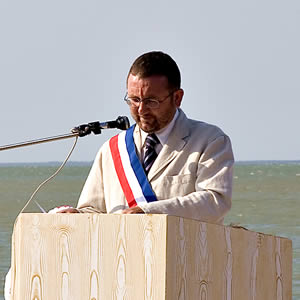
Patrice Raffarin, maire de Rivedoux-Plage.
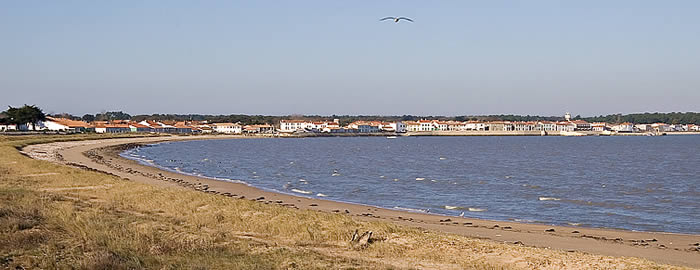
La baie de Rivedoux-Plage, côte nord de l'île de Ré.
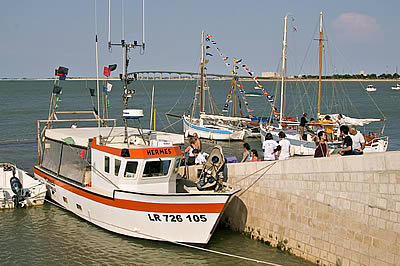
Vente de poissons au bateau Hermes, sur le port de Rivedoux-Plage.
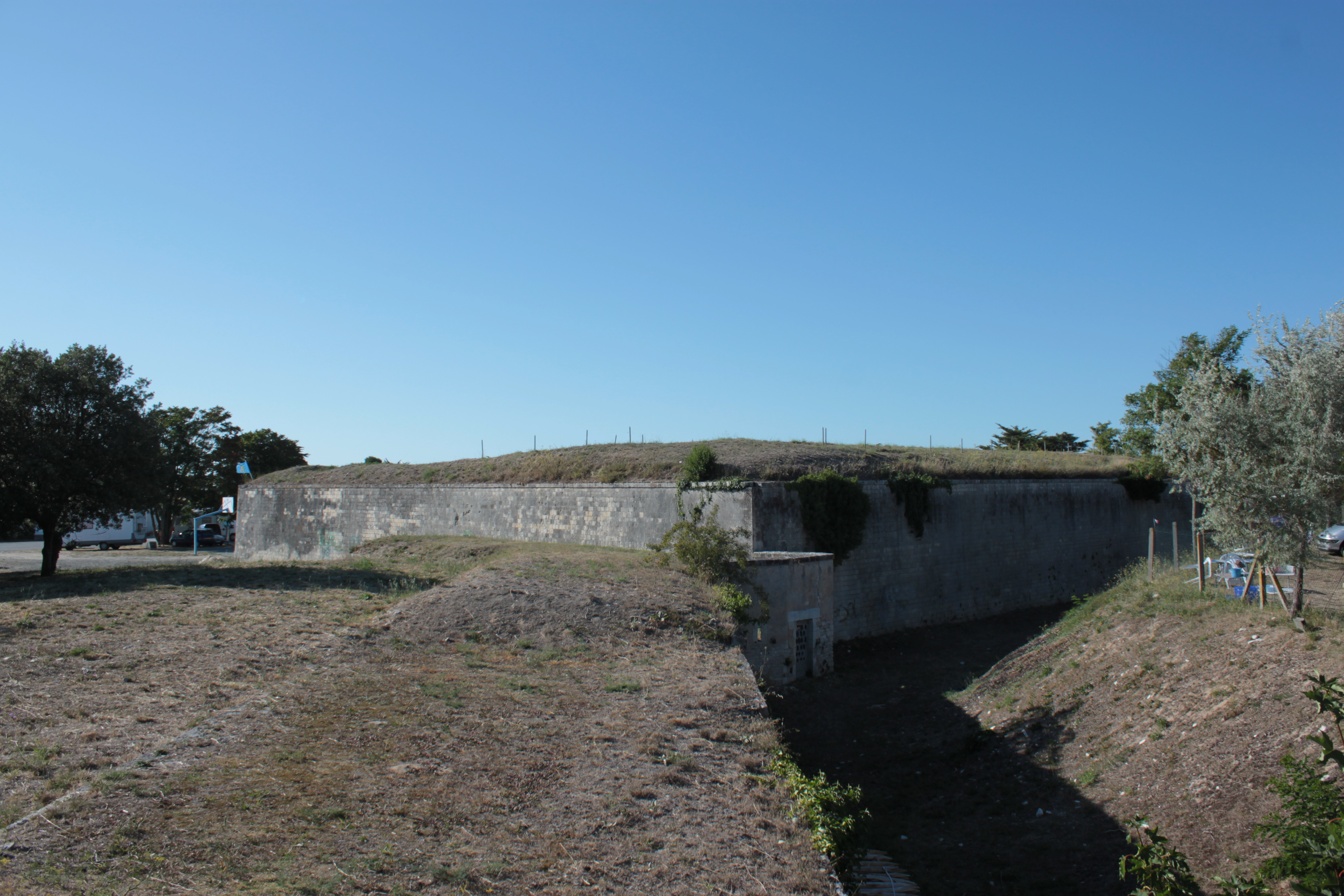
Redoute, côté sud.
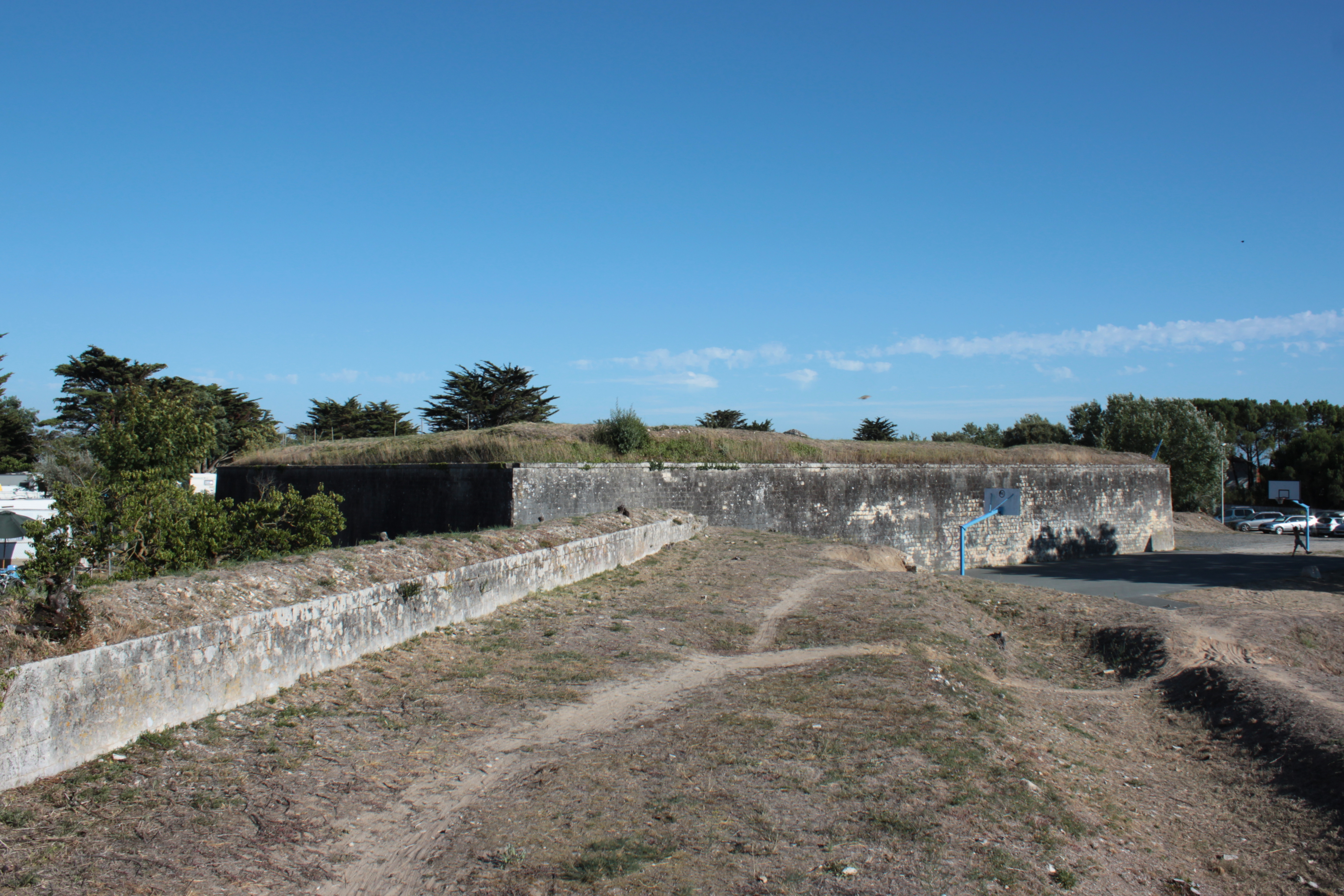
Redoute, côté nord.
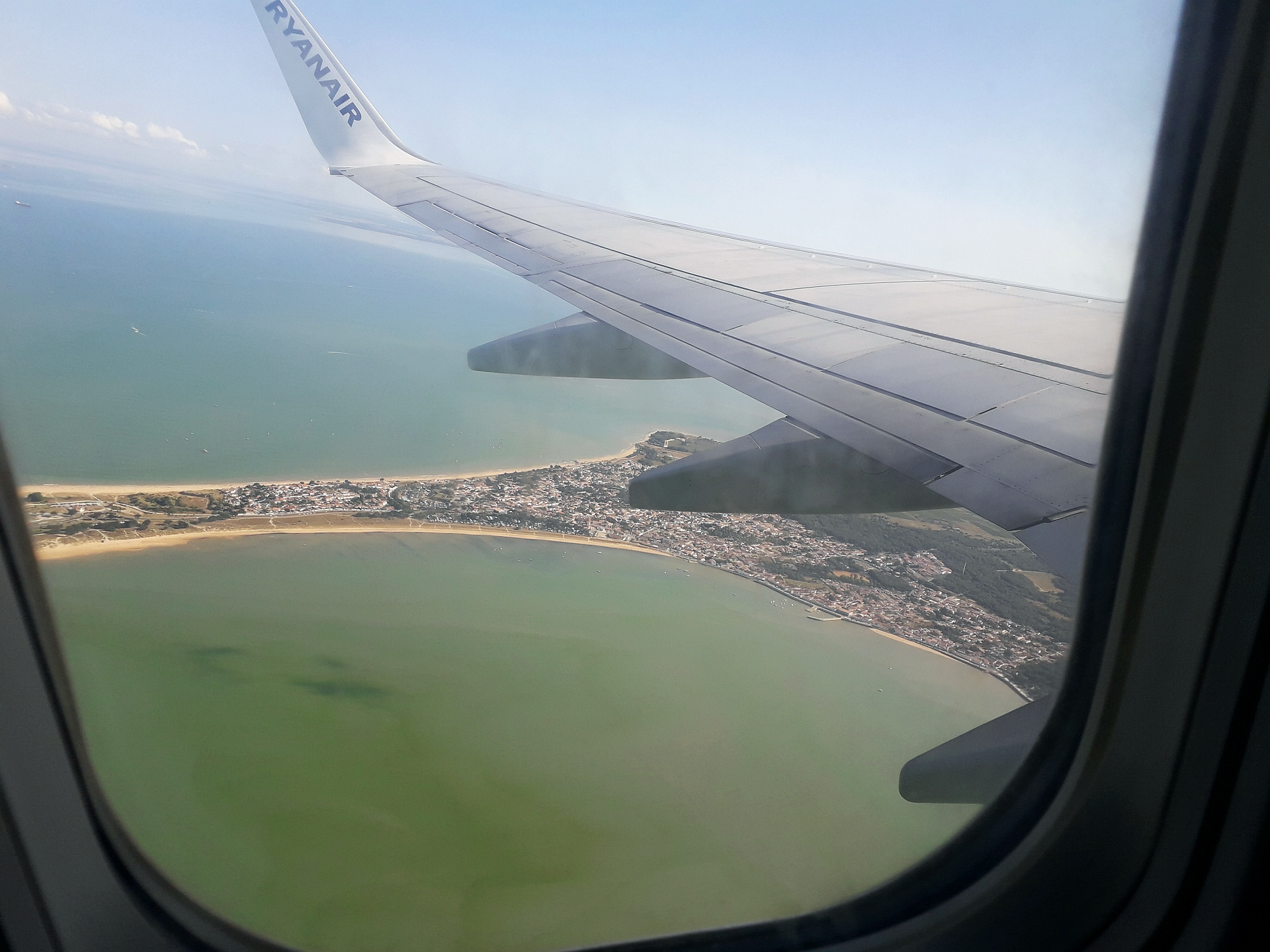
Rivedoux, vu d'avion.
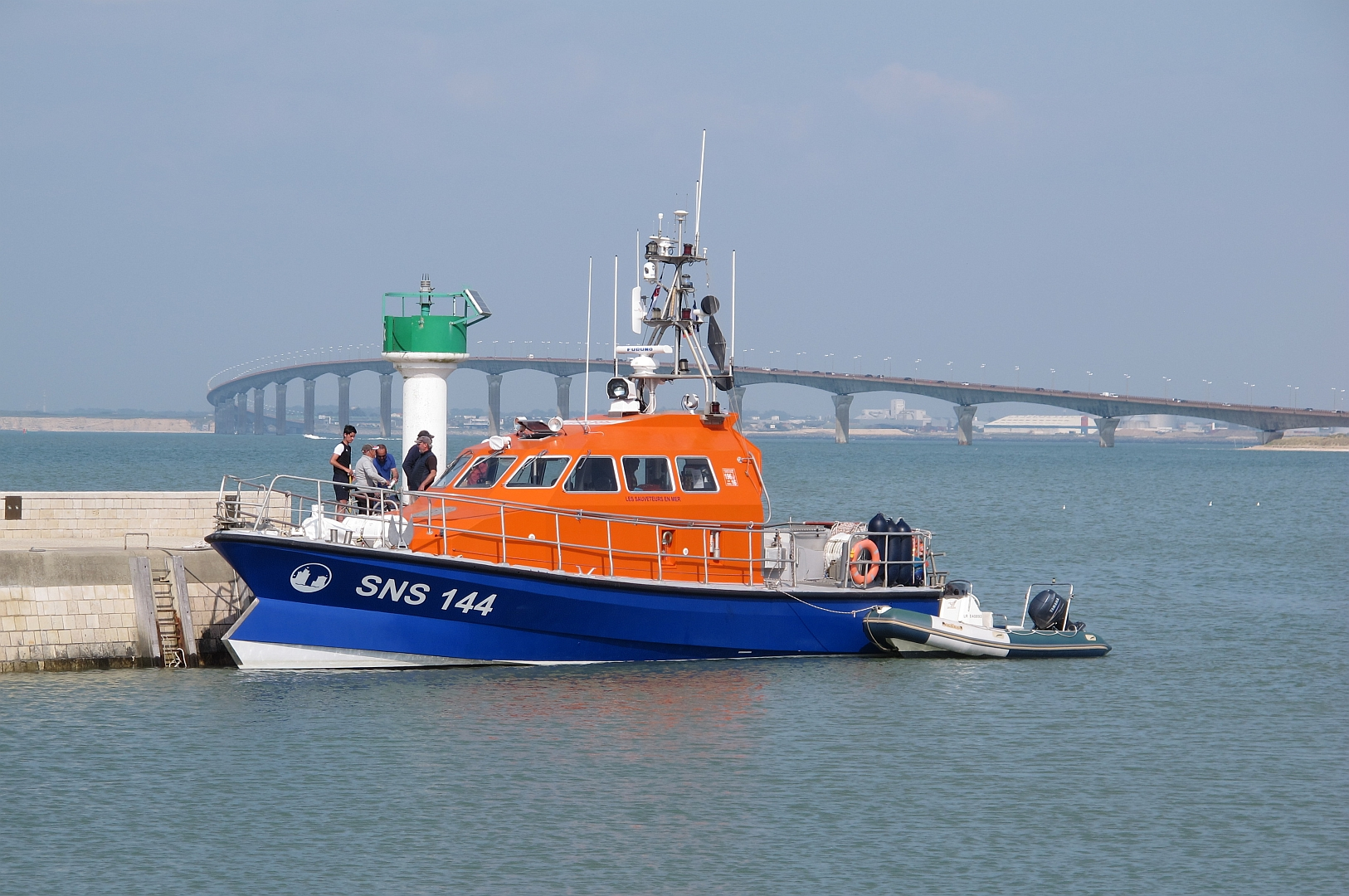
La vedette de sauvetage SNS 144 IMA-Antioche au port.

### Personnalités liées à la commune
- Jean-Louis Foulquier, directeur des Francofolies de La Rochelle.
- Jean-Arnaud Bruneau de Rivedoux, capitaine général de l'île de Ré à la fin du XVIe siècle, auteur d'un recueil de récits sur les activités maritimes de la Saintonge : "Histoire véritable de certains voyages périlleux", publié en 1599.

### Héraldique
| Blason | Blasonnement : D’azur au lion d’or à la couronne comtale, armé et lampassé de gueules. Commentaires : Le statut officiel du blason reste à déterminer. |